# Robert Swinhoe
Robert Swinhoe (Calcutta, 1º settembre 1836 – Londra, 28 ottobre 1877) è stato un biologo, ornitologo e zoologo inglese.

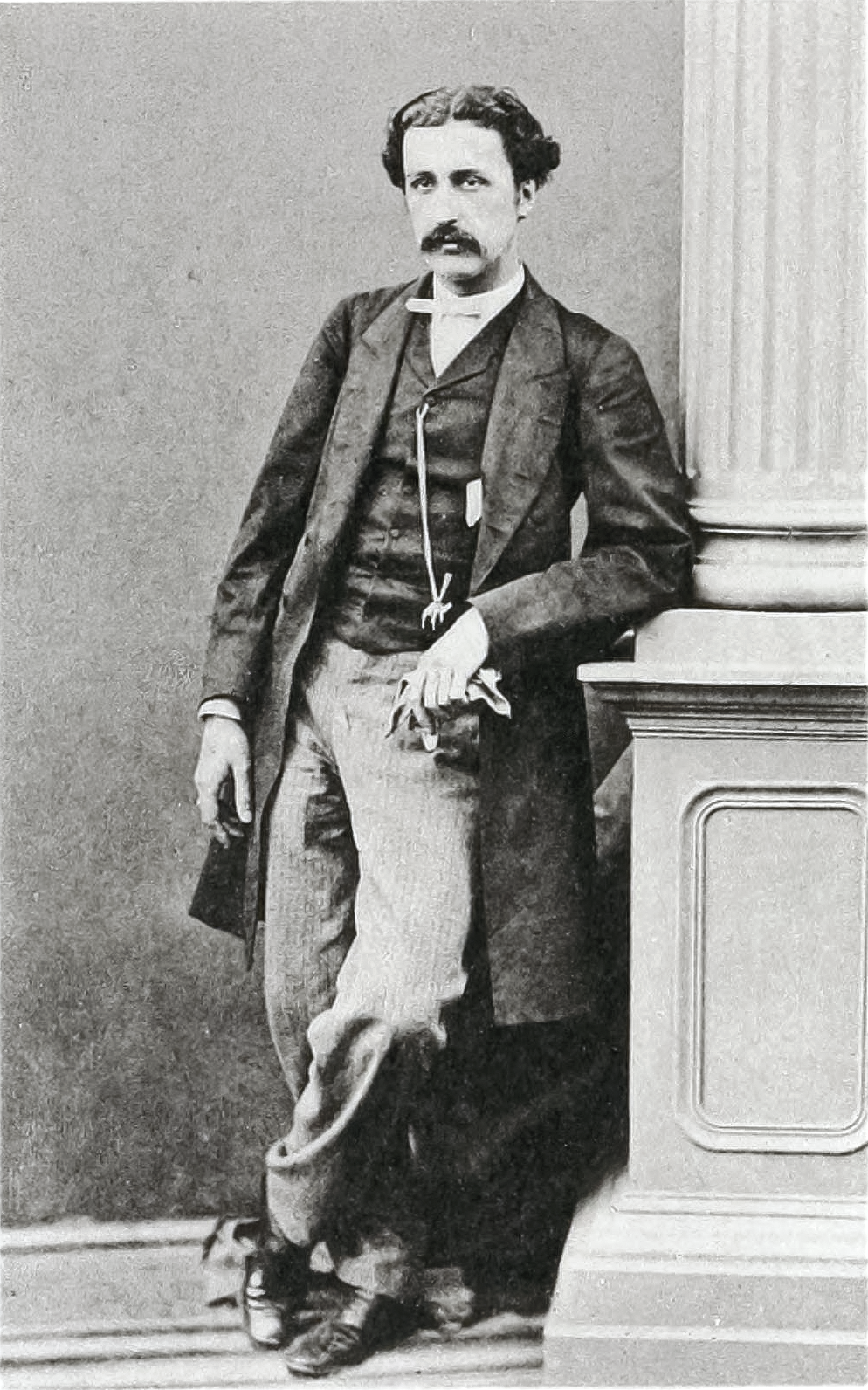
Robert Swinhoe

Swinhoe nacque a Calcutta, in India. Nessuna fonte indica la data del suo arrivo in Inghilterra, ma sappiamo che frequentò l'Università di Londra, laureandosi in Scienze Biologiche nel 1858 e che nel 1860 si unì ai corpi consolari della Cina. Nel 1861 si stabilì nel remoto porto di Amoy, circa 482 chilometri a nordest di Hong Kong. Durante la sua permanenza in questo porto imparò non solo la lingua cinese (sia il cinese, ufficiale, che il locale dialetto Hokkien - Min Nan), ma iniziò un dettagliato e autorevole studio sugli uccelli della Cina orientale. Nel 1861, mentre si trovava ad Amoy, corteggiò e sposò Christina Stronach, figlia di un missionario scozzese. Nel 1863 Swinhoe venne nominato primo rappresentante consolare europeo dell'isola di Formosa (Taiwan). Una serie di ritardi impedirono di ottenere fisicamente quel posto fino al 1862. In seguito fu console di Amoy, Ningpo e Chefoo, situate tutte quante in Cina continentale. Per varie volte, durante la sua carriera, fu «console itinerante» per conto del plenipotenziario britannico in Cina, Rutherford Alcock. I suoi doveri in questa carica compresero un viaggio di esplorazione della seconda più grande isola della Cina, Hainan, così come un viaggio lungo il fiume Yangtze, fino al Chungking, nella Provincia del Szechuan, per dare una mano a determinare la navigabilità delle navi a vapore su quel fiume. Mentre era impegnato nei suoi vari viaggi, mantenne il posto al consolato formosano, e infatti non rinunciò ad esso fino al ritiro dal servizio del suo governo, nel 1873. In Cina, durante il tempo libero, collezionò reperti di storia naturale e, dal momento che l'area non era ancora stata aperta agli occidentali, molte di queste specie erano nuove per la scienza. Essendo soprattutto un ornitologo, molte delle sue nuove scoperte riguardarono gli uccelli, ma scoprì anche nuovi pesci, mammiferi ed insetti. Nel 1865 ritornò in Inghilterra con la sua collezione. Molti di questi uccelli vennero descritti per la prima volta in Uccelli dell'Asia di John Gould (1866).
Da giovane si era interessato agli uccelli ed aveva una piccola collezione di uccelli britannici, di uova e di nidi. Ebbe una corrispondenza con Henry Stevenson ed una delle sue prime pubblicazioni uscì nel 1858, l'anno in cui Charles Darwin ed Alfred Russel Wallace pubblicarono i loro scritti sulla selezione naturale. Swinhoe prese a cuore le idee di Darwin e nel 1872 classificò una specie (ora una sottospecie) in onore di Darwin (Pucrasia macrolopha darwini). Dopo il 1860 pubblicò normalmente su Ibis ed in seguito sulle Procedure della Società Zoologica di Londra.
Durante i suoi viaggi, oltre a studiare le culture locali, si interessò anche allo studio di uccelli e mammiferi. Nei suoi viaggi raccolse sia esemplari vivi che morti, regolarmente inviati allo Zoo di Londra. Fu lui a spedire in Europa il primo esemplare di cervo di Padre David.
Il suo interesse principale, comunque, furono gli uccelli, e su questo argomento corrispose moltissimo con Edward Blyth. Intorno al 1871 iniziò a soffrire di paralisi parziali e si trasferì a Chefoo, da lui chiamata la Scarborough della Cina. A causa dei suoi problemi di salute fu costretto a lasciare la Cina nell'ottobre 1875. Nella sua casa a Chelsea continuò a pubblicare scritti e la sua ultima pubblicazione su Ibis fu la descrizione di un nuovo genere e specie di uccello, Liocichla steerii. Morì a 41 anni, presumibilmente di sifilide.
P. L. Sclater lo descrisse come uno tra i migliori ed industriosi naturalisti esploratori mai vissuti e dopo la sua morte A. R. Wallace scrisse grazie agli sforzi di Mr. Swinhoe... non ci sono vertebrati a sangue caldo maggiormente conosciuti (ad eccezione di quelli dell'Europa, del Nordamerica e dell'India Britannica) di quelli che vivono nei distretti costieri della Cina e delle sue isole.
La sua raccolta di 3700 esemplari venne acquistata da Henry Seebohm ed in seguito conservata al Museo di Liverpool. In onore di Swinhoe vennero classificate un gran numero di specie, tra cui ricordiamo il petrello delle tempeste di Swinhoe, descritto per la prima da lui stesso nel 1867. Suo fratello, il Colonnello Charles Swinhoe, fu un membro fondatore della Società di Storia Naturale di Bombay, in India.